# Альтенберге
Альтенберге (нем. Altenberge) — община в Германии, в земле Северный Рейн-Вестфалия.
Подчиняется административному округу Мюнстер. Входит в состав района Штайнфурт.  Население составляет 10 248 человек (на 31 декабря 2010 года). Занимает площадь 62,51 км².

## Фотографии

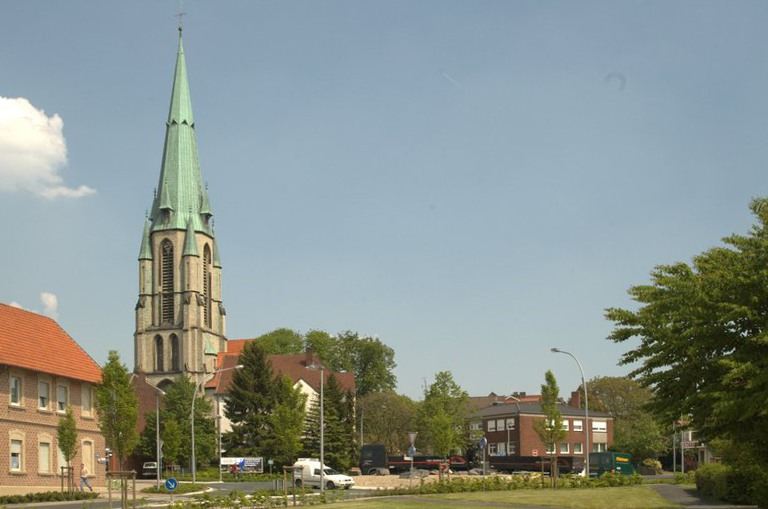
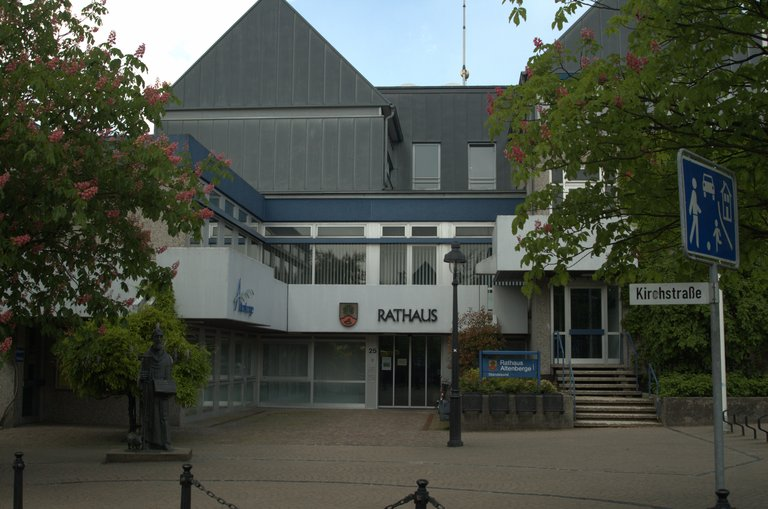
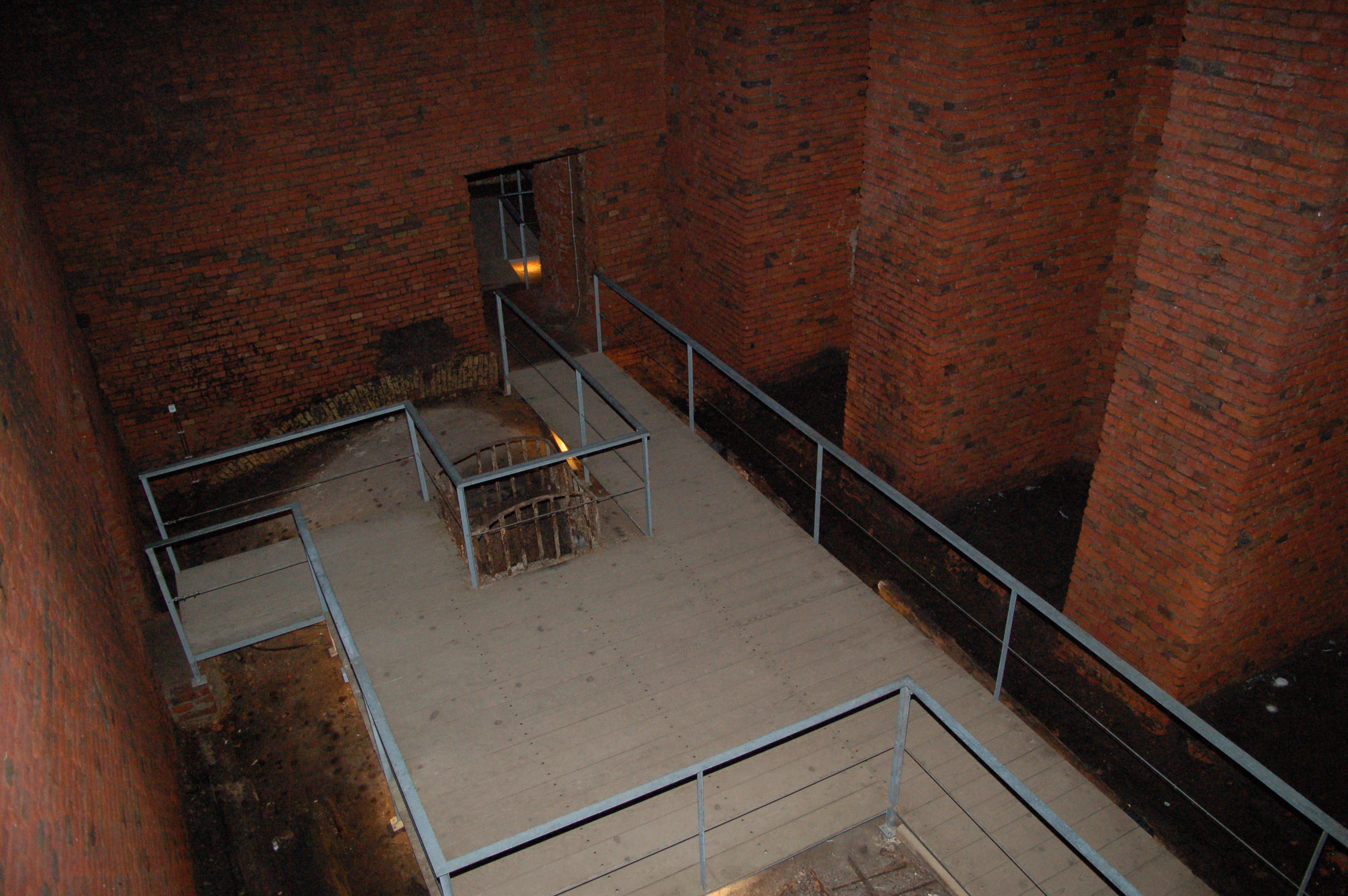
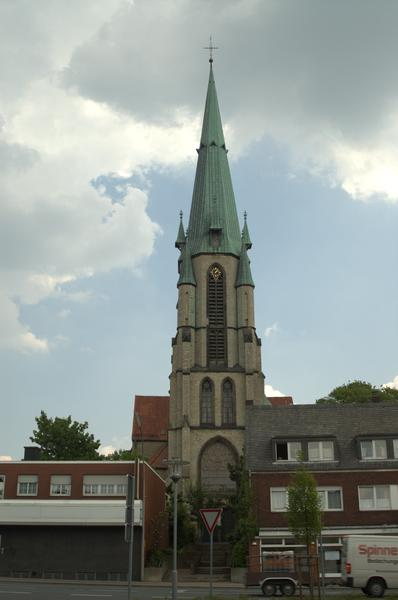